# D(r)ead
«D(r)ead» (укр. страх або мертвий) — пісня американського треп-виконавця Ghostemane, що увійшла до експериментального альбому N/O/I/S/E 2018 року. Трек отримав позитивні відгуки від англомовного сайту CVLTnation, а також російських форумів Muzoko Rhyme.

## Тематика пісні
Зазначено, що у тексті пісні вокаліст зневажав награні емоції більшості людства, які за його словами «Намагаються бути поганими, скаженими, сумними, але ніколи не мали справжньої причини для сліз». Сам він, у свою чергу, намагається схопитись за будь-яку причину жити, будучи «метрвим усередині».

## Стиль виконання
Даний трек підкреслює риси важкої музики у творчості музиканта. За версією фанатів Ghostemane, поступово він «стирає межу між хіп-хопом та металом». Перша частина треку наділена притаманним співаку звучанням у стилі «треп», а у другій частині відбувається різкий перехід до агресивного звучання, притаманного ню-металу та індастріал-музиці. В записі другої частини треку для відеокліпу ударні партії виконував барабанщик Blink-182 Тревіс Баркер.

## Відеокліп
Відео було опубліковане на Youtube 23 липня 2018 року, і станом на 12 березня 2019 року має 5 527 561 переглядів та середнє співвідношення лайків/дизлайків = 50/1.
Більшість фанатів та критиків охрестили кліп «міні-горрор фільмом», що знімався у темній кімнаті покинутого дому, з періодичною появою в кадрі павуків та людей з зашитими органами чуття.
Наприкінці 2018 року російський відеоблогер «Братишкин» відзняв огляд відеокліпу та відмітив, що він суттєво відрізняється від однотипних мальованих відео Ghostemane, що припадають на 2016—2017 роки та власноруч поставив «лайк» наприкінці огляду.